# Покрет за слободу здравља
Покрет за слободу здравља је новоосновани политички или идеолошки покрет у медицини и здравственој заштити, који се јавио у неким земљама света, који настоји да промени правила у области здравствене заштите (настала на основу научних чињеница). Иза њега заправо стоје творци многих секташких метода лечења и ненаучних система веровања у здравље и болести који нису успели на поштеним научним правилима (доказима заснованих на спроведеим научним истраћивања) докажу оправданост њихових метода. Па зато свим силама настоје да промене та правила. Они желе да се анегдоте не само рачунају, већ и да ригорозно контролишу запажања (када им анегдоте не иду у прилог). Као и да се реинтерпретацјом плацебо ефекат упркос чињеницама да то није стварни ефекат,  желе да се рачунају само они експерименте који потврђују њихова уверења и игноришу или одбацују оне студије које одбацују њихова уверења.

## Корени и основа за подршку
Друштво Џона Бирча је било истакнути заговорник здравствене слободе, најкасније од 1970-тих, и оно је међу првима је почело да примењује специфични израз „покрет за слободу здравља“, који се  користи  у Сједињеним Америчким Државама од 1990-тих.
Здравствена слобода, ако је слободарска позиција она није усклађена са конвенционалном левом или десном политичком осом.  
Либертаријански републикански конгресмен Рон Пол први је успео да уведе Закон о заштити слободе здравља у Представничком дому САД 2005. 

Међу истакнуте славне присталице покрета спадају музичар Сер Пол Макартни, који каже да људи... 
...имају право да купују легитимне суплементе здраве хране“ и да је „ово право сада очигледно под претњом“
Док поп звезда и глумица Били Пајпер , која се придружила маршу у Лондону 2003. године протестује због планираног законодавства ЕУ о забрани високих доза витаминских додатака.  При чему Пајперова заснива свој став на чињеници да су витамини и суплементиу САД изузети од прописа који захтевају доказе о сигурности и ефикасности, углавном захваљујући активизму заговорника здравствене слободе. Упркос става науке да суплементи и витамини могу доказано побољшати здравље или дуговечност али да нема негативних последица од њихове употребе, није широко прихваћено у медицинској заједници, јер иако веома ретко велике дозе неких витамина доводе до тровања витаминима (хипервитаминоза).

## Закони о слободи здравствене заштите
У новој правној стратегији постоји паралела са такозваним законима о „слободи здравствене заштите“, који су усвојеним у преко десетак држава у САД. Закони имају за циљ да заштите слободу пацијената да приступе здравственој заштити коју они изаберу. Међутим, оно што заиста стоји иза ових закона је да они штите слободу надрилекара и шарлатана да чине преваре и баве се ненанучном медицином, и да се не придржавају одговарајућег нивоа здравствене неге. 
Овим и њима сличним законима напори да се одржи стандард неге у здравству нападају се као репресија, а институције које су створене да заштите и одржавају достигнуте стандарде неге подривају се под „заставом слободе“. Ово је иста стратегија као напад на оне који покушавају да одрже академски стандард као и репресија, јер се доношењем оваквих закона подрива способност образовних институција да одржавају академске стандарде, који је под маском „слободе“, најновији покушај напада на еволуцију, по коме се усвајањем Академског законима о слободи нпр. у Флориди, даје право да:
Сваки наставник у јавној школи у државном школском систему К-12 има право и слободу да објективно прикаже научне информације релевантне за читав спектар научних ставова у вези са биолошком и хемијском еволуцијом у вези са наставом било ког прописаног курикулума у вези са хемијском или биолошком еволуцијом.
Ученици јавних школа у државном школском систему К-12 оцењиваће се на основу њиховог разумевања материјала из предмета кроз уобичајене поступке тестирања. Међутим, студенти неће бити кажњени због претплате на одређено место или став у вези са биолошком или хемијском еволуцијом.
Нажалост, ова тактика често делује. Пуно је лакше продати јавности појам слободе него неопходност и сложеност одржавања неопходних стандарда - било у академској заједници или у здравственој заштити.
Ови закони у основи кажу да је у реду када се лекари не придржавају правила етичке научне медицине. Могу да имају свој сет „алтернативних“ правила у којима могу да раде шта год желе, а да не брину о том досадном „стандарду неге“ или да своје дијагнозе и третмане заснивају на заморним „научним доказима“.
Правила науке и наућни докази постоје с разлогом - они максимизирају поузданост закључака до којих долазимо. У медицини, примењеној науци, ово има непосредне импликације на здравље и безбедност јавности. Не можемо имати два система правила у медицини, један за назчну медицину, а други сет „флуидних“ правила за све оно што не испуњава ова ригорозна научна правила. Такав став је еквивалентно томе да уопште нема правила. У ствари је и горе, јер се ствара лажни утисак да постоје правила, а то рађа веру у систем која није оправдана.
Ако не постоји један скуп научних правила, цео систем закаже. Не бисмо требали пристати на став оних покрета који желе да доведу до угрожавања става медицинске науке.

## Организације и активисти

### САД и Америка
Фондација Weston A. Price Foundation (WAPF), коју су 1999. године основале Sally Fallon (Morell) и нутрициониста  Mary G. Enig (PhD), непрофитна је организација која у Сједињеним Америчким Државама вооди  расправу о сировом млеку.
Национална здравствена федерација (National Health Federation (NHF)) је међународна непрофитна организација основана у јануару 1955. године, која се бори за заштиту права појединаца да користе дијететске суплементе и алтернативне терапије без владиних законских ограничења. Национална здравствена федерација се такође противи интервенцијама попут флуоризације воде и вакциницацији деце. Федерација има статус званичног посматрача на састанцима Комисије Кодекс Алиментариус, највишег међународног тела за стандарде хране, са седиштем у Калифорнији. Чланови одбора Федерације укључују лекаре, научнике, терапеуте и заговорнике природног здравља; и једина је организација која се бави здравственом слободом и има поседује сопствени кодекс који јој омогућавају активно учешће на састанцима Кодекс Алиментаријус-а.

### Европа
Савез за природно здравље (Alliance for Natural Health  (ANH) је  група истомишљеника коју је 2002. године основао Роберт Веркерк са седиштем у Великој Британији. Савез за природно здравље је у почетку основан како би прикупио средства за финансирање усвајања новог правног акта Директиве ЕУ о додацима храни. Савез за природно здравље се залаже за регулацију дијететских суплемената и залаже се за алтернативне медицинске приступе као што је хомеопатија, а такође заговара здраву исхрану, вежбање и друге приступе здрављу у вези са животним стилом. Веркерк одбацује научна истраживања која показују да мегадозе витамина немају никакву здравствену корист.

### Појединци
Покрет за слободу здравља окупља присталице нпр. око Gary Null-а, др Joseph Mercola, осуђеног преваранта Кевина Тридоа, и друге. Они зарађују велике суме новца као вође покрета против вакцина (промовишући витамине као алтернативу вакцинацији), или научно признатих лекове, како би зарадили милионе  долара продајући природне (алтернативне) здравствено непроверене производе,